# Comuna Kiblîci, Haisîn
Kiblîci (în ucraineană Кіблич) este o comună în raionul Haisîn, regiunea Vinnița, Ucraina, formată din satele Kiblîci (reședința), Ohiivka și Meleșkiv.

## Demografie
Componența lingvistică a satului Kiblîci
     Ucraineană (99,24%)
     Alte limbi (0,76%)
Conform recensământului din 2001, majoritatea populației satului Kiblîci era vorbitoare de ucraineană (99,24%), existând în minoritate și vorbitori de alte limbi.